# Facultad de Farmacia (Universidad de Concepción)
La Facultad de Farmacia de la Universidad de Concepción, fundada en 1919, es la primera facultad de farmacia creada en Chile. Se ubica en la ciudad universitaria de Concepción cercano al ex-arco de medicina y frente a la Facultad de Ciencias Naturales y Oceanográficas. Imparte las carreras de Química y Farmacia (1919), Bioquímica (1957), y Nutrición y Dietética (1975). Inicia actividades el 17 de marzo de 1919, con el profesor Salvador Gálvez Rojas quien dicta la primera clase de Química.

## Historia
El título original que entregaba esta facultad era el de farmacéutico, cambiando en 1945 por el químico-farmacéutico, la duración de los estudios de hasta 1928 fue de tres años, comenzó a durar cuatro entre 1929 y 1944 y desde 1945 los estudios terminaban a los cinco años. Solo desde 1974 la Universidad de Concepción es la que entrega el título (junto con el de Bioquímico), anteriormente el la Universidad de Chile estaba a cargo de este último asunto.